# Карцов, Пётр Кондратьевич
Пётр Кондратьевич Карцов (Карцев) (1750—1830) — адмирал (1819), сенатор, директор Морского кадетского корпуса, член Государственного совета.

## Биография
Пётр Карцов родился в 1750 году; происходил из дворян Лужского уезда Петербургской губернии.
30 апреля 1761 года поступил в Морской кадетский корпус, 1 мая 1765 года произведён в гардемарины. 30 июля 1769 года, по окончании корпуса, произведён в мичманы и в том же году на корвете «Европа», вошедшем в состав Архипелажской эскадры адмирала А. Г. Спиридова, ушёл в Средиземное море; под начальством капитана 1-го ранга Ф. А. Клокачёва 24 июня 1770 года участвовал в сражении в Хиосском проливе и 26 июня участвовал в сражении при Чесме. Затем, в 1771 году, переведённый на фрегат «Архипелаг», был в составе десанта при осаде крепости Митилены. 1772, 1773 и 1774 годы он также провёл в крейсерстве в Архипелаге и 1 декабря 1772 года был произведён в лейтенанты.
Вернувшись в 1775 году на корабле «Св. Георгий Победоносец» в эскадре вице-адмирала А. В. Елманова в Ревель, в 1776 году состоял асессором комиссии военного суда при Петербургском порте; ежегодно он ходил в плавание на практических отрядах Балтийского моря и 1 апреля 1780 года был произведён в капитан-лейтенанты; в 1780—1784 годах дважды плавал в Ливорно (на кораблях «Азия» и «Св. Георгий Победоносец» и обратно в эскадрах контр-адмирала И. А. Борисова и вице-адмирала В. Я. Чичагова.
В 1783 году за 18 морских кампаний награждён орденом св. Георгия 4-й степени (№ 388 по списку Григоровича — Степанова). 1 января 1785 года произведён в капитаны 2-го ранга и в том же году назначен командовать кораблем «Изяслав», состоя на котором в эскадре С. К. Грейга, принял участие во всех боях между линейными флотами во время русско-шведской войны 1788—1790 годов; за Гогландское сражение награждён 22 сентября 1788 года орденом св. Владимира 4-й степени, а 14 апреля 1789 года произведён в капитаны 1-го ранга.
1 января 1790 года по расстроенному здоровью был несколько месяцев в отставке, потом поступил в комиссариатскую экспедицию адмиралтейской коллегии. 18 февраля 1793 года переведён в Морской кадетский корпус в чине подполковника; 1 января 1795 года произведён в капитаны в ранге бригадира, 13 ноября 1796 года произведён в капитаны генерал-майорского ранга с переименованием через несколько дней, 18 ноября, в контр-адмиралы. 2 января 1797 года назначен во флотскую дивизию синего флага и до середины августа производил инспекцию Черноморского флота. По возвращении был 23 сентября пожалован во флагманы по Балтийскому флоту.
В 1798 году, с объявлением войны Франции, Карцов 26 августа был послан в Англию с эскадрой из 5 кораблей и 1 фрегата; в Скагерраке эскадра выдержала жестокий шторм, и флагманский корабль Карцова «Принц Густав» от сильной течи затонул, остальные суда 8 ноября вошли на Ярмутский рейд, причём сам Карцов перешёл после шторма на знакомый ему «Изяслав». Соединившись затем с эскадрой вице-адмирала М. К. Макарова, Карцов крейсеровал совместно с английским флотом в Немецком море. 9 мая 1799 года Карцов получил чин вице-адмирала.
В конце мая 1799 года Карцов с 3 кораблями и 1 фрегатом ушёл из Англии в Средиземное море, соединился с адмиралом Ф. Ф. Ушаковым и затем крейсировал в этом море до октября 1800 года, когда через Дарданеллы перешёл в Севастополь.
26 июня 1801 года был назначен членом Адмиралтейств-коллегии, 30 апреля 1802 года — директором Морского кадетского корпуса. 5 февраля 1819 года произведён в полные адмиралы и 7 августа того же года назначен в 1-й департамент Сената, с сохранением должности директора Морского кадетского корпуса. Кроме того, 1 февраля 1822 года Карцов был назначен членом Государственного совета, где заседал в Департаменте военных поселений.
В 1826 году Пётр Кондратьевич Карцов входил в Верховный уголовный суд по делу декабристов.
Управление Карцовым Морским корпусом обнимает 25-летний период, за который выпущено в офицеры более двух тысяч воспитанников. Хорошо знакомый с постановкой учебного дела, энергичный и просвещенный администратор, Карцов обратил внимание на все части корпусного управления. С помощью таких талантливых педагогов, как П. Я. Гамалея, М. Ф. Горковенко и других, ему удалось поставить дело научной подготовки воспитанников на исключительную высоту, и ему наш флот обязан целой плеядой образованных и талантливых моряков.
Согласно Ф. Ф. Веселаго «Карцов, суровый и сухой по наружности, имел чрезвычайно доброе сердце, был справедлив до самоотвержения; бывали случаи, когда, отстаивая невинного, он рисковал своей собственной карьерой».
Среди прочих наград Карцов имел ордена св. Анны 1-й степени (27 мая 1804 года), св. Владимира 2-й степени (24 декабря 1809 года) и св. Александра Невского (12 декабря 1811 года, алмазные знаки к этому ордену пожалованы 12 декабря 1816 года).
Пётр Кондратьевич Карцов умер 24 февраля 1830 года в Санкт-Петербурге, похоронен на Смоленском православном кладбище.

## Семья
Дети:
- Александр (1817—75) — генерал от инфантерии[1].
- Павел (1821—92) — генерал от инфантерии[1].
- Елизавета (1823—98) — сестра милосердия[1].